# Huang Yuting (tiradora)
Huang Yuting (en chino: 黄雨婷; Pekín, 3 de septiembre de 2006) es una deportista china que compite en tiro, en la modalidad de rifle.
Participó en los Juegos Olímpicos de París 2024, obteniendo dos medallas, oro en la prueba de rifle 10 m mixto (junto con Sheng Lihao) y plata en rifle 10 m. Ganó tres medallas en el Campeonato Mundial de Tiro, en los años 2022 y 2023.

## Palmarés internacional
| Juegos Olímpicos   | Juegos Olímpicos  | Juegos Olímpicos | Juegos Olímpicos |
| Año                | Lugar             | Medalla          | Prueba           |
| ------------------ | ----------------- | ---------------- | ---------------- |
| 2024               | París (Francia)   | Medalla de oro   | Rifle 10 m mixto |
| 2024               | París (Francia)   | Medalla de plata | Rifle 10 m       |
| Campeonato Mundial |                   |                  |                  |
| Año                | Lugar             | Medalla          | Prueba           |
| 2022               | El Cairo (Egipto) | Medalla de oro   | Rifle 10 m mixto |
| 2022               | El Cairo (Egipto) | Medalla de plata | Rifle 10 m       |
| 2023               | Bakú (Azerbaiyán) | Medalla de oro   | Rifle 10 m mixto |